# Delvinaki
Delvinaki (in greco Δελβινάκι?) è un ex comune della Grecia nella periferia dell'Epiro (unità periferica di Giannina) con 2 933 abitanti secondo i dati del censimento 2001.
È stato soppresso a seguito della riforma amministrativa, detta Programma Callicrate, in vigore dal gennaio 2011 ed è ora compreso nel comune di Pogoni.

## Storia
Durante la seconda guerra mondiale, il 28 novembre 1941, nei cieli di Delvinaki si svolse una battaglia aerea tra i caccia della Regia Aeronautica Fiat C.R.42 e i Gloster Gladiator della Royal Air Force. Quel giorno l'asso e capitano Giorgio Graffer, comandante della 365ª Squadriglia, 150º Gruppo, 53º Stormo CT, partì alla testa di dieci C.R.42 per un'azione di rappresaglia per l'uccisione, il giorno dopo, di un comandante di squadriglia del suo Gruppo, abbattuto dalla RAF. Venti minuti dopo, Graffer avvistò una formazione di Gladiator, appunto su Delvinaki. I caccia italiani si lanciarono all'attacco: i primi tre piloti britannici sotto attacco per radio gli altri sei colleghi che li seguivano, a quota più alta, e mentre Graffer ed i suoi compagni cercavano di abbattere i primi tre biplani britannici, gli altri sei Gladiator piombarono alle spalle della formazione italiana. Nel combattimento che ne risultò, il Fiat pilotato dal Sergente Corrado Mignani entrò in collisione con il Gloster del Flying Officer H.U Sykes ed entrambi restarono uccisi. Il Sergente Achille Pacini venne abbattuto, ma si salvò con il paracadute. Il Maresciallo Guglielmo Bacci ed il Sergente Zotti vennero feriti, ma riuscirono a ritornare alla base. Fu ferito - al collo - anche il comandante della pattuglia inglese, Edward 'Tap' Gordon Jones che, con l'aereo danneggiato, dovette abbandonare il combattimento, scortato dal Gloster del Sergeant Donald Gregory. Quest'ultimo rivendicò l'abbattimento di ben tre Fiat. Due abbattimenti vennero rivendicati dal comandante Jones ed un altro C.R.42 venne dichiarato abbattuto dal Flying Officer Wanklyn Flower. In realtà la Regia Aeronautica perse tre biplani: uno per collisione, quello pilotato da Pacini, ed un terzo, su cui volava Giorgio Graffer, che restò ucciso. I piloti italiani dichiararono l'abbattimento di quattro Gladiator, ma la RAF subì solo la perdita del Gloster entrato in collisione, oltre al danneggiamento di quattro velivoli (grave in due casi). Per la Regia Aeronautica era il colpo più grave subito dall'inizio della campagna di Grecia. Graffer venne decorato con la massima onorificenza militare, la Medaglia d'oro al valor militare alla memoria. A lui è ora intitolato il 50º Stormo dell'Aeronautica Militare Italiana.

## Località
Il comune è suddiviso nelle seguenti comunità (i nomi dei villaggi tra parentesi):
- Agia Marina
- Argyrochori
- Charavgi
- Delvinaki
- Farangi
- Kastani
- Kerasovo
- Kryoneri
- Ktismata (Ktismata, Neochori)
- Limni
- Mavropoulo (Mavropoulo, Zavrocho, Chrysodouli)
- Oreino Xirovaltou (Oreino, Xirovaltos)
- Peristeri
- Pontikates
- Stratinista
- Teriachi (Teriachi, Stavrodromi)
- Vissani

### Libri
- Italo De Marchi, Gian Paolo Borelli, FIAT CR. 42 Falco, Modena, Stem Mucchi Editore, 1994, ISBN non esistente.
- (EN) Håkan Gustavsson, Ludovico Slongo, Fiat CR.42 Aces of World War 2, Osprey Publishing, 2009, ISBN 978-1-84603-427-5.
- (EN) Håkan Gustavsson, Ludovico Slongo, GLADIATOR vs. CR.42 FALCO 1940-41, Osprey Publishing, 2012, ISBN 978-1-84908-708-7.
- (EN) Lucas Laddie, Wings of war – Airmen of all nations tell their stories 1939-1945, London, Hutchinsons and Co, 1983, ISBN non esistente.
- (EN) Giovanni Massimello, Giorgio Apostolo, Italian Aces of World War Two, Osprey Publishing, 2000, ISBN 978-1-84176-078-0.
- Flaminio Pagani, Ali d'aquila: duelli aerei nei cieli d'Europa, 1936-1943, Milano, Mursia, 2007, ISBN non esistente.
- Nico Sgarlato, FIAT CR.42, Parma, Delta Editrice, 2005, ISBN non esistente.
- (EN) Przemysław Skulski, Fiat CR.42 Falco, Redbourn, UK, Mushroom Model Publications, 2007, ISBN 83-89450-34-8.